# Bensoylperoxid

Strukturformel för bensoylperoxid.

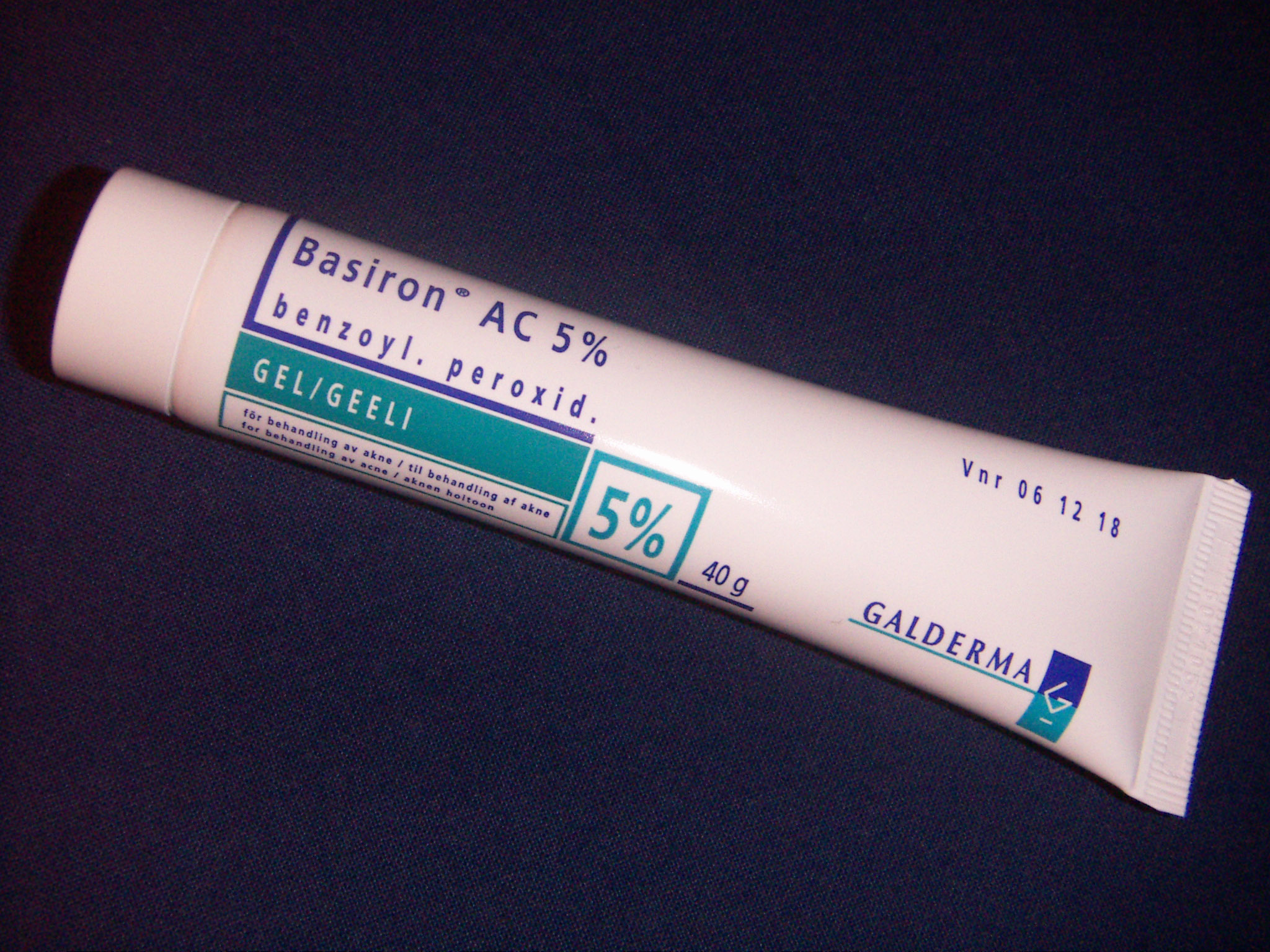
Bensoylperoxid under varumärket Basiron.

Bensoylperoxid, även kallad dibensoylperoxid, är en organisk sammansättning i peroxidfamiljen. Dess kemiska formel är [C6H5C(O)]2O2. Bensoylperoxid är aktiv substans i läkemedlen Basiron (receptfritt) och i kombinationspreparaten Epiduo (med det retinoidliknande ämnet adapalen) samt Duac (med antibiotikumet klindamycin) som alla används mot akne. Det verkar genom att få det yttre hudlagret att fjälla av samt genom att verka bakteriedödande i talgkörtlarna. Bensoylperoxid används också för blekning av mjöl samt blekning av tänder och hår.
Bensoylperoxid i koncentrerad form är explosivt.